# Mariusz Rybicki
Mariusz Rybicki (Łódź, 13 marzo 1993) è un calciatore polacco, centrocampista del Lechia Tomaszów Mazowiecki.

## Caratteristiche tecniche
È un esterno molto offensivo, capace di giocare sia a sinistra che a destra. Ha ricoperto anche il ruolo di seconda punta.

## Carriera
Esordisce in Ekstraklasa a soli 19 anni con la maglia del Widzew Łódź, squadra della sua città. Il 31 marzo 2012, realizza il suo primo gol fra i professionisti in occasione della gara interna contro il Ruch Chorzów. Resta con il Widzew per quattro stagioni, totalizzando più di sessanta gare nella massima serie, prima di retrocedere nel 2014 in 1 Liga.
Seguono molti anni nella seconda divisione polacca, dove gioca per Miedź Legnica, Wigry Suwałki, Odra Opole e Warta Poznań. Proprio con i zieloni, nel 2019, riconquista la promozione in Ekstraklasa. Al termine della stagione 2020-2021, alla scadenza del suo contratto, non viene rinnovato e resta perciò svincolato. 

## Statistiche

### Presenze e reti nei club
Statistiche aggiornate al 22 agosto 2020.
| Stagione        | Squadra         | Campionato      | Campionato | Campionato | Coppe nazionali | Coppe nazionali | Coppe nazionali | Coppe continentali | Coppe continentali | Coppe continentali | Altre coppe | Altre coppe | Altre coppe | Totale | Totale |
| Stagione        | Squadra         | Comp            | Pres       | Reti       | Comp            | Pres            | Reti            | Comp               | Pres               | Reti               | Comp        | Pres        | Reti        | Pres   | Reti   |
| --------------- | --------------- | --------------- | ---------- | ---------- | --------------- | --------------- | --------------- | ------------------ | ------------------ | ------------------ | ----------- | ----------- | ----------- | ------ | ------ |
| 2010-2011       | UKS SMS Łódź    | 3L              | 13         | 3          | -               | -               | -               | -                  | -                  | -                  | -           | -           | -           | 6      | 1      |
| 2011-2012       | Widzew Łódź     | E               | 6          | 1          | -               | -               | -               | -                  | -                  | -                  | -           | -           | -           | 6      | 1      |
| 2012-2013       | Widzew Łódź     | E               | 26         | 3          | PP              | 1               | 0               | -                  | -                  | -                  | -           | -           | -           | 27     | 3      |
| 2013-2014       | Widzew Łódź     | E               | 29         | 3          | PP              | 1               | 0               | -                  | -                  | -                  | -           | -           | -           | 30     | 3      |
| 2014-2015       | Widzew Łódź     | 1L              | 26         | 3          | PP              | 1               | 0               | -                  | -                  | -                  | -           | -           | -           | 27     | 3      |
| 2015-2016       | Pogoń Siedlce   | 1L              | 34         | 7          | PP              | 1               | 0               | -                  | -                  | -                  | -           | -           | -           | 35     | 7      |
| 2016-2017       | Miedź Legnica   | 1L              | 19         | 2          | PP              | 1               | 0               | -                  | -                  | -                  | -           | -           | -           | 20     | 2      |
| 2017-2018       | Wigry Suwałki   | 1L              | 33         | 4          | PP              | 1               | 0               | -                  | -                  | -                  | -           | -           | -           | 34     | 4      |
| 2018-2019       | Odra Opole      | 1L              | 28         | 3          | PP              | 3               | 0               | -                  | -                  | -                  | -           | -           | -           | 31     | 3      |
| 2019-2020       | Warta Poznań    | 1L              | 25+2       | 1          | PP              | 0               | 0               | -                  | -                  | -                  | -           | -           | -           | 27     | 1      |
| 2020-2021       | Warta Poznań    | E               | 13         | 1          | PP              | 2               | 0               | -                  | -                  | -                  | -           | -           | -           | 15     | 1      |
| Totale carriera | Totale carriera | Totale carriera | 252+2      | 31         |                 | 11              | 0               |                    | -                  | -                  |             | -           | -           | 265    | 31     |